# Albert Scherrer
Albert Scherrer, švicarski dirkač Formule 1, * 28. februar 1908, Riehen, Švica, † 6. julij 1986, Basel, Švica.
Albert Scherrer je pokojni švicarski dirkač Formule 1. V svoji karieri je nastopil le na domači dirki za Veliko nagrado Švice v sezoni 1953, ki jo je z dirkalnikom HWM sicer končal, toda z več kot šestnajstimi krogi zaostanka za zmagovalcem, zato ni bil uvrščen. Umrl je leta 1986.

## Popoln pregled rezultatov
(legenda) (odebeljene dirke pomenijo najboljši štartni položaj, poševne pa najhitrejši krog, †-uvrščen kljub odstopu)
| Leto | Moštvo    | Šasija | Motor           | 1   | 2   | 3   | 4   | 5   | 6  | 7   | 8      | 9   | Prv | Toč |
| ---- | --------- | ------ | --------------- | --- | --- | --- | --- | --- | -- | --- | ------ | --- | --- | --- |
| 1953 | HW Motors | HWM    | Alta Straight-4 | ARG | 500 | NIZ | BEL | FRA | VB | NEM | ŠVI NC | ITA | -   | 0   |